# Peribea (hija de Eurimedonte)
En la mitología griega, Peribea (en griego antiguo: Περίβοια) fue una hija de Eurimedonte, caudillo de Paros. Se unió a Poseidón y de esta relación nació Nausítoo, primer rey de los feacios.
Peribea es un personaje tan solo citado en la Odisea de Homero, como la antepasada de los reyes de los feacios: Alcínoo y Arete. El texto nos dice que «Poseidón, el que agita la tierra, a Nausítoo primero engendró en Peribea, mujer de hermosura sin par. Fue la hija menor que dejó Eurimedonte, el de altivo corazón, que reinó en los soberbios gigantes y al cabo a su pueblo insensato arruinó y a la par a sí mismo. Con aquélla se unió Poseidón y tuvieron por hijo a Nausítoo el magnánimo, rey de las gentes feacias que a su vez engendró a Rexénor y Alcínoo».
Al menos una sola fuente tardía nos dice que Zeus tuvo unión con Leandia, hija de Eurimedonte. De esta unión nació Corón, personaje desconocido. Acaso se trate de una tradición diferente acerca de la unión entre Poseidón y Peribea.